# Pseudosinella subcentralis
Pseudosinella subcentralis is een springstaartensoort uit de familie van de Entomobryidae. De wetenschappelijke naam van de soort is voor het eerst geldig gepubliceerd in 1985 door da Gama.